# Isonychus vicinus
Isonychus vicinus är en skalbaggsart som beskrevs av Moser 1918. Isonychus vicinus ingår i släktet Isonychus och familjen Melolonthidae. Inga underarter finns listade i Catalogue of Life.